# 福岡南バイパス

福岡南バイパス（ふくおかみなみバイパス）は、福岡市博多区榎田から筑紫野市永岡に至る、国道3号バイパスである。

## 概要
- 起点：福岡市博多区榎田（榎田交差点）
- 終点：筑紫野市永岡

博多駅周辺および大野城市・筑紫野市の中心部を迂回するバイパスで、起点で博多バイパスに、終点で筑紫野バイパスに接続している。
旧道のうち、東比恵交差点以南の区間については福岡県道・大分県道112号福岡日田線に移管されているが、榎田交差点以南の区間についても博多バイパス全通後に移管された。

## 交差する道路
- 上側が起点側、下側が終点側。左側が上り側、右側が下り側。
- 交差する道路の特記がないものは市道。

| 交差する道路                                            | 交差する場所 | 交差する場所 | 交差する場所  | 北九州から (km) |
| ------------------------------------------------------- | ------------ | ------------ | ------------- | --------------- |
| 国道3号（博多バイパス）北九州・宗像方面                 |              |              |               |                 |
| 県道607号福岡篠栗線                                     | 福岡市       | 東区         | 新二又瀬橋    |                 |
| 県道574号水城下臼井線                                   | 福岡市       | 博多区       | 大井1丁目     |                 |
| 国道3号〈百年橋通り〉                                   | 福岡市       | 博多区       | 榎田          |                 |
| 福岡高速環状線 榎田出入口                               | 福岡市       | 博多区       | －            |                 |
| 県道551号別府比恵線                                     | 福岡市       | 博多区       | 榎田2丁目     |                 |
| 福岡高速環状線 半道橋出入口                             | 福岡市       | 博多区       | －            |                 |
| 県道553号東光寺竹下春吉線                               | 福岡市       | 博多区       | 国際線南口    |                 |
| 福岡高速環状線 月隈出入口                               | 福岡市       | 博多区       | －            |                 |
| 県道45号福岡空港線                                      | 福岡市       | 博多区       | 西月隈        | 72              |
| 国道202号〈平成外環通り〉 県道24号福岡東環状線          | 福岡市       | 博多区       | 立花寺北      |                 |
| 福岡高速2号太宰府線 金の隈出入口                        | 福岡市       | 博多区       | －            |                 |
| 県道574号水城下臼井線                                   | 福岡市       | 博多区       |               |                 |
| 県道574号水城下臼井線                                   | 福岡市       | 博多区       |               |                 |
| 福岡高速2号太宰府線 大野城出入口                        | 福岡市       | 博多区       | －            |                 |
| 県道60号飯塚大野城線                                    | 大野城市     | 大野城市     | 御笠川4丁目北 | 75              |
| 県道60号飯塚大野城線                                    | 大野城市     | 大野城市     | 御笠川4丁目   |                 |
| E3 九州自動車道 太宰府IC 福岡高速2号太宰府線 水城出入口 | 太宰府市     | 太宰府市     | －            | 76.8            |
| 県道112号福岡日田線                                     | 太宰府市     | 太宰府市     | 水城2丁目     | 77.7            |
| 県道581号観世音寺二日市線                               | 太宰府市     | 太宰府市     | 都府楼橋      |                 |
| 県道35号筑紫野古賀線                                    | 太宰府市     | 太宰府市     | 君畑          | 81.1            |
| 県道65号筑紫野筑穂線                                    | 太宰府市     | 太宰府市     | 高雄          | 83.1            |
| 県道112号福岡日田線 県道31号福岡筑紫野線                | 筑紫野市     | 筑紫野市     | 針摺          | 84.4            |
| 県道77号筑紫野三輪線                                    | 筑紫野市     | 筑紫野市     | 永岡          | 85.7            |
| 国道3号（筑紫野バイパス） 熊本・久留米・鳥栖方面        |              |              |               |                 |

## 沿革
- 1965年（昭和40年） - 1968年（昭和43年）：調査着手
- 1969年（昭和44年）：用地買収開始
- 1971年（昭和46年）：工事着工
- 1972年（昭和47年）12月11日：福岡市博多区大字下月隈（主要地方道板付空港線） - 博多区大字金隈（県道水城下臼井線）延長1,400mを暫定2車線で供用開始
- 1973年（昭和48年）12月19日：筑紫野市大字針摺（一般県道福岡日田線） - 筑紫野市永岡（終点）延長1,330mを暫定4車線で供用開始
- 1975年（昭和50年）3月12日：大野城市大字瓦田（都市計画道路現人橋乙金線） - （一般国道3号）延長1,170mを暫定4車線で供用開始、九州道太宰府IC供用。
- 1976年（昭和51年）3月11日：福岡市博多区大字下月隈（主要地方道板付空港線） - 大野城市大字中（主要地方道飯塚大野城線）延長3,470mを暫定4車線で供用開始
- 1976年（昭和51年）11月11日：大野城市大字中（主要地方道飯塚大野城線） - 大野城市大字中（都市計画道路中上白水線）延長360mを暫定4車線で供用開始
- 1977年（昭和52年）10月17日：大野城市大字中（主要地方道飯塚大野城線） - 大野城市大字瓦田（都市計画道路現人橋乙金線）延長1,480mを暫定4車線で供用開始
- 1978年（昭和53年）6月1日：太宰府市大字太宰府（主要地方道筑紫野筑穂線） - 筑紫野市大字針摺（一般県道福岡日田線）延長1,270mを暫定2車線で供用開始
- 1978年（昭和53年）10月2日：太宰府市大字太宰府（主要地方道筑紫野古賀線） - 太宰府市大字太宰府（主要地方道筑紫野筑穂線）延長2,020mを暫定2車線で供用開始
- 1978年（昭和53年）11月15日：福岡市博多区雀居（県道東光寺春吉線） - 福岡市博多区大字下月隈（主要地方道板付空港線）延長1,680mを暫定4車線で供用開始
- 1980年（昭和55年）4月5日：太宰府市大字通古賀（市道丸山立明寺線） - 太宰府市大字太宰府（主要地方道筑紫野古賀線）延長1,400mを暫定2車線で供用開始
- 1984年（昭和59年）3月21日：福岡市博多区大字青木（市道清水半道橋線） - 福岡市博多区大字雀居（県道東光寺春吉線）延長300mを暫定4車線で供用開始
- 1985年（昭和60年）3月2日：太宰府市大字水城（一般国道3号） - 太宰府市大字通古賀（市道丸山立明寺線）延長2,200mを暫定2車線で供用開始
- 1988年（昭和63年）3月1日：太宰府市大字太宰府 - 筑紫野市大字永岡延長4,700mを完成6車線で供用開始
- 1989年（平成元年）3月4日：福岡市博多区榎田1丁目 - 福岡市博多区半道橋2丁目延長1,740mを暫定4車線で供用開始
- 1992年（平成4年）8月26日：都市高速2号線再延伸 (L=6.3km) 都市計画決定
- 1992年（平成4年）8月26日：福岡高速2号線（榎田 - 月隈北）供用
- 1996年（平成8年）12月11日：太宰府市水城2丁目 - 太宰府市太宰府〔関屋高架橋L=1,000.5m〕完成6車線で供用（L=2.36km）

## 交通量
2005年度（福岡国道事務所 交通量情報より）
平日24時間交通量（台）
- 福岡市博多区東比恵1丁目：37,065
- 福岡市博多区吉塚8丁目：67,970
- 福岡市博多区榎田1丁目：63,620
- 福岡市博多区半道橋2丁目：45,498
- 福岡市博多区金隈1丁目：53,230
- 大野城市御笠川5丁目：62,304
- 太宰府市国分1丁目：59,528
- 太宰府市梅香苑1丁目：67,083

## 車線・最高速度
| 区間                                 | 車線 上下線=上り線+下り線 | 最高速度 |
| ------------------------------------ | ------------------------- | -------- |
| 新二又瀬橋交差点 - 半道橋出口交差点  | 6=3+3                     | 60 km/h  |
| 半道橋北口交差点 - 半道橋2丁目交差点 | 5=3+2（暫定5車線）        | 60 km/h  |
| 半道橋2丁目交差点 - 太宰府IC付近     | 4=2+2（暫定4車線）        | 60 km/h  |
| 太宰府IC付近 - 永岡交差点            | 6=3+3                     | 60 km/h  |